# TKh3
TKh3 – parowóz pruskiej serii T8, zaprojektowany w 1906 roku do prowadzenia pociągów towarowych na krótkich trasach. Wyprodukowano dla kolei pruskich 100 parowozów. Na inwentarzu PKP znalazło się 10 parowozów pruskiej serii T8.